# 土浦カレーフェスティバル
土浦カレーフェスティバル（つちうらカレーフェスティバル）は、毎年11月に茨城県土浦市の川口運動公園で行われる祭である。

## 概要
1929年にドイツの大型飛行船、ツェッペリン伯号が飛来した際に、地元産のジャガイモや野菜を使ったカレーを、乗務員に振る舞って歓迎しました。

これらの由来や地産地消の考えに基づき、生産量日本一を誇る土浦産のレンコンを使用したオリジナルカレーの他、全国各地からご当地カレーが集まる食の祭典として開催されている。

## 歴史
2004年より土浦市ではカレーによるまちづくりを開始し、翌2005年2月5日にツェッペリンＮＴ号飛来歓迎式典イベントと同時に「土浦カレーフェスティバル2005」を開催したのが最初である。当初は、霞ヶ浦総合公園で開催された。

その後、同年10月に場所を小網屋跡地に移して第2回を開催し、2006年の第3回からは現在と同じ川口運動公園での開催となり、開催時期も11月となった。2007年の第4回からはカレーNo.1グランプリを決める「C-1グランプリ」が開催されている。

## アクセス
- 土浦市川口2-12 川口運動公園内

JR常磐線土浦駅東口から徒歩7分。